# PETN
PETN (pentaerythritol tetranitrat, tên thường gọi: penthrit; công thức hóa học: C(CH2ONO2)4) là một trong số những chất nổ mạnh nhất đã biết, nó nhạy nổ ma sát và nhạy nổ chấn động hơn TNT, không bao giờ sử dụng một mình làm thuốc dẫn nổ. PETN ban đầu được dùng làm thuốc dẫn nổ và thuốc nổ chính của đạn nhỏ, nay nó được dùng làm thuốc nổ sau trong kíp nổ, được dùng làm thuốc lõi của dây truyền nổ.
Trong dược phẩm, PETN được dùng làm thuốc dãn mạch như glyceryl trinitrat, "lentonitrat", là PETN nguyên chất.

## Lịch sử
Pentaerythritol tetranitrate được chuẩn bị đầu tiên và được cấp bằng sáng chế vào năm 1894 bởi nhà sản xuất thuốc nổ Rheinisch-Westfälische Sprengstoff A.G. của Cologne, Đức. Việc sản xuất PETN bắt đầu vào năm 1912, khi phương pháp sản xuất được cải thiện đã được chính phủ Đức cấp bằng sáng chế. PETN đã được quân đội Đức sử dụng trong Thế chiến I.Nó cũng được sử dụng trong các robot tự động MG FF / M và nhiều hệ thống vũ khí khác của Luftwaffe trong Thế chiến II, đặc biệt là trong vỏ bom Minengeschoß nổ cao.

## Tính chất
Là một chất hóa học bền. Bảo quản vận chuyển dễ hơn RDX. Tan mạnh trong methyl axetat, có thể phân hủy trong acetone, tan một ít trong ethanol và benzene.
Tốc độ truyền nổ của PETN khi mật độ 1,7 g/cm³ là 8.400 m/s. Mật độ tối đa của tinh thể khoảng 1,773 g/cm³, chảy ở 141 °C.
Các thông số kỹ thuật:
- Nhiệt độ phát nổ 215 °C
- Trị tương đương TNT: 1,66
- Trị thử khối chì: 52,3
- Năng lượng nổ: 5.8 MJ/kg

## Ảnh hưởng tới môi trường
PETN không phải là một chất có sẵn trong tự nhiên, nên nó ảnh hưởng không tốt với môi trường. PETN bị phân hủy bởi vi khuẩn, khi nó thải ra từ phân hay nước tiểu chưa xử lý, hoặc sản phẩm không bảo quản. Theo một số báo cáo, PETN bị phân hủy bởi vi khuẩn, denitrat chuyển thành các trinitrat và dinitrat, pentaerythritol dinitrat là sản phẩm cuối cùng được biết đến, sau đó chưa rõ.

## Sản xuất
Sản xuất là do phản ứng của pentaerythritol với axit nitric đậm đặc để tạo thành kết tủa có thể kết tinh lại từ axeton để tạo ra tinh thể có thể xử lý được.
Các biến thể của phương pháp được xuất bản lần đầu tiên trong một bằng sáng chế Mỹ 2,370,437 của Acken và Vyverberg (1945 đến Du Pont) tạo thành cơ sở cho tất cả sản xuất thương mại hiện tại.
PETN được sản xuất bởi nhiều nhà sản xuất dưới dạng bột, hoặc cùng với nitrocellulose và chất làm dẻo làm tấm nhựa mỏng (ví dụ: Primasheet 1000 hoặc Detasheet). Dư lượng PETN dễ dàng phát hiện được trên tóc của những người xử lý nó. [16] Việc giữ lại dư lượng cao nhất là trên tóc đen; một số dư lượng còn lại sau khi giặt.

## Điều chế
Nitrát hóa pentaerythritol, bằng hốn hợp axít sulfuric và axít nitric đậm đặc. Một phương pháp được ưa chuộng là ICI, theo phương pháp này, người ta nitrát hóa bằng riêng axít nitric đậm đặc, việc trộn axít có thể tạo ra các sản phẩm chứa lưu huỳnh không ổn định.

C(CH2OH)4 + 4HNO3 → C(CH2ONO2)4 + 4H2O

## Các tên khác
Vasodiatol, Baritrate, Penthrit, Quintrate, Angicap, Perityl, Antora, Pentanitrolum, Dipentrate, Nitropenta.

## Sử dụng y tế
Giống như nitroglycerin (glyceryl trinitrate) và các nitrat khác, PETN cũng được sử dụng y học như một thuốc giãn mạch trong điều trị bệnh tim.Những loại thuốc này hoạt động bằng cách giải phóng tín hiệu khí nitric oxide trong cơ thể. Thuốc tim Lentonitrat gần như là PETN tinh khiết.
Theo dõi việc sử dụng thuốc của bệnh nhân đã được thực hiện bằng cách xác định nồng độ huyết tương của một số sản phẩm thủy phân của nó, pentaerythritol dinitrate, pentaerythritol mononitrate và pentaerythritol, trong huyết tương bằng sắc ký khí khối phổ.